# لوكا كاراباتيتش
لوكا كراباتيتش (بالفرنسية: Luka Karabatic) ولد 18 أبريل 1988 هو لاعب كرة يد فرنسي يلعب في الدوري الفرنسي ويلعب لصالح منتخب فرنسا. حصل مع منتخب بلاده علي بطولة أوروبا لكرة اليد 2014.
هو الأخ الأصغر ل نيكولا كاراباتيتش.

## روابط خارجية
- لوكا كاراباتيتش على موقع الاتحاد الأوروبي لكرة اليد (الإنجليزية)
- لوكا كاراباتيتش على موقع الاتحاد الفرنسي لكرة اليد (الفرنسية)
- لوكا كاراباتيتش على موقع الاتحاد الدولي لكرة المضرب (الإنجليزية)
- لوكا كاراباتيتش على موقع أوليمبيديا (الإنجليزية)
- لوكا كاراباتيتش على موقع اللجنة الأولمبية الفرنسية (مؤرشف) (الفرنسية)